# 32 km (rejon oriechowsko-zujewski)
32 km (ros. 32 км) – przystanek kolejowy w miejscowości Biezzubowo, w rejonie oriechowsko-zujewskim, w obwodzie moskiewskim, w Rosji. Położony jest na Wielkim Pierścieniu Kolei Moskiewskiej.